# Finał Pucharu Polski w piłce nożnej 1968
Finał Pucharu Polski w piłce nożnej 1968 – mecz piłkarski kończący rozgrywki Pucharu Polski 1967/1968 oraz mający na celu wyłonienie triumfatora tych rozgrywek, który został rozegrany 26 czerwca 1968 roku na Stadionie Śląskim w Chorzowie, pomiędzy Górnikiem Zabrze a Ruchem Chorzów. Trofeum po raz 2. wywalczył Górnik Zabrze, który uzyskał tym samym prawo gry w Pucharze Zdobywców Pucharów 1968/1969.

## Droga do finału
| Górnik Zabrze | Górnik Zabrze      | Górnik Zabrze | Runda       | Ruch Chorzów | Ruch Chorzów      | Ruch Chorzów |
| Data          | Przeciwnik         | Wynik         | Runda       | Data         | Przeciwnik        | Wynik        |
| ------------- | ------------------ | ------------- | ----------- | ------------ | ----------------- | ------------ |
| 03.12.1967    | Wawel Kraków       | 5:0           | 1/16 finału | 19.11.1967   | Garbarnia Kraków  | 2:1          |
| 14.04.1968    | ŁKS Łódź           | 4:1           | 1/8 finału  | 14.04.1968   | Cracovia          | 3:0          |
| 05.05.1968    | Zagłębie Sosnowiec | 1:0           | Ćwierćfinał | 05.05.1968   | Polonia Bydgoszcz | 3:0          |
| 29.05.1968    | Lech Poznań        | 2:0           | Półfinał    | 29.05.1968   | Baildon Katowice  | 7:1          |

## Tło
Finał rozgrywek był także Wielkimi Derbami Śląska, bowiem w nim zmierzyli się ze sobą Górnik Zabrze i Ruch Chorzów, który kilka wcześniej zdobył mistrzostwo Polski.

## Mecz

### Przebieg meczu
Mecz odbył się 26 czerwca 1968 roku na stadionie ŁKS-u Łódź w Łodzi. Sędzia głównym spotkania był Jan Łazowski. Już na początku pierwszej połowy drużyna Niebieskich miała okazję do zdobycia gola: 7. minucie Edward Herman, jednak strzelił obok słupka, w 8. i 20. minucie Józef Bon, jednak bramkarz drużyny przeciwnej, Jan Gomola popisał się piękną interwencją.
W 28. minucie zawodnicy Górnika Zabrze: Zygfryd Szołtysik i Włodzimierz Lubański przeprowadzili piękną akcję, w wyniku której ten drugi oddał ładny strzał na bramkę strzeżonej przez bramkarza, Henryka Pietrka, otwierając tym samym wynik meczu na 1:0 dla Górnika Zabrze, a w 38. minucie ten sam zawodnik mógł podwyższyć prowadzenie na 2:0, jednak strzelił w poprzeczkę.
W 65. minucie obie drużyny miały okazję do zdobycia gola: Zygfryd Szołtysik, jednak trafił w słupek, natomiast Józef Bon strzelił ponad poprzeczką.
W 68. minucie Włodzimierz Lubański pięknym strzałem na bramkę drużyny Niebieskich podwyższył wynik na 2:0, a w 70. minucie Edward Herman oddał strzał głową, jednak Jan Gomola w ostatniej chwili wybił piłkę na rzut rożny.
W 85. minucie Włodzimierz Lubański strzałem głową na bramkę drużyny Niebieskich ustalił wynik meczu na 3:0, zdobywając tym samym hat tricka.

### Szczegóły meczu
| 26 czerwca 1968 | Górnik Zabrze · Lubański 28', 68', 85' (głową) | 3:01:0Raport | Ruch Chorzów | Stadion Śląski, Chorzów Widzów: 8 000 Sędzia: Jan Łazowski (Warszawa) |
|                 |                                                |              |              |                                                                       |

| Górnik Zabrze |  |                      |
|               |  |                      |
|               |  |                      |
| BR            |  | Jan Gomola           |
| OB            |  | Rainer Kuchta        |
| OB            |  | Stanisław Oślizło    |
| OB            |  | Stefan Florenski     |
| OB            |  | Henryk Latocha       |
| PO            |  | Erwin Wilczek        |
| PO            |  | Alojzy Deja          |
| PO            |  | Alfred Olek          |
| PO            |  | Zygfryd Szołtysik    |
| NA            |  | Włodzimierz Lubański |
| NA            |  | Jerzy Musiałek       |
| Trener:       |  |                      |
| Géza Kalocsay |  |                      |

| Ruch Chorzów     |  |                    |  |     |
|                  |  |                    |  |     |
| BR               |  | Henryk Pietrek     |  |     |
| OB               |  | Antoni Piechniczek |  |     |
| OB               |  | Józef Janduda      |  |     |
| OB               |  | Bernard Bem        |  |     |
| OB               |  | Jan Rudnow         |  |     |
| PO               |  | Zygmunt Maszczyk   |  | 46' |
| PO               |  | Bronisław Bula     |  |     |
| PO               |  | Józef Bon          |  |     |
| PO               |  | Józef Gomoluch     |  |     |
| NA               |  | Edward Herman      |  |     |
| NA               |  | Eugeniusz Faber    |  |     |
| Rezerwowi:       |  |                    |  |     |
| PO               |  | Eugeniusz Kulik    |  | 46' |
| Trener:          |  |                    |  |     |
| Teodor Wieczorek |  |                    |  |     |

| Puchar Polski w piłce nożnej 1967/1968 Zwycięzcy |
| ------------------------------------------------ |
| Górnik Zabrze 2. Tytuł                           |

## Po meczu
Triumfatorem rozgrywek został Górnik Zabrze. Chwilę po zakończeniu meczu wiceprzewodniczący GKKFiT, Józef Rutkowski wręczył wygranej drużynie okazałe trofeum.